# 커원저
커원저(중국어: 柯文哲, 1959년 8월 6일 중화민국 신주시 ~ )는 중화민국의 외과 의사 출신 정치인으로, 2014년 이래 타이베이시의 시장직을 지내고 있다.
국립 타이완 대학교을 졸업한 이후에 1986년부터 1988년까지 타이완 육군에서 군의관으로 복무했다. 1993년에는 미국 미네소타 대학교에서 1년 동안 타이완계 미국인 의사였던 후웨이숴의 지도를 받았고, 1994년에 타이완으로 귀환한 이후에는 국립 타이완 대학 의학원에서 박사 학위를 취득했다.
커원저는 국립 타이완 대학 병원 의사로 활동하던 동안에 국립 타이완 대학 의과대학에서 트라우마, 집중 치료, 장기 이식, 체외막산소공급, 인공 장기 전문 교수를 역임했다. 이 시절부터 커원저는 "커 교수"라는 뜻을 가진 Ko P(또는 KP)라는 별명을 얻었다. 2002년에는 국립 타이완 대학에서 임상 의학 박사 학위를 취득했다.
커원저는 타이완에서 장기 이식의 표준화를 주도했으며 타이완 역사상 최초로 체외막산소공급(ECMO)을 도입했다. 이러한 경력 이외에도, 사회·정치 분야에도 적극적인 의사를 밝히면서 언론의 주목을 받았다. 하지만 2011년에는 국립 타이완 대학 병원이 에이즈 감염자의 장기를 이식한 사건에 관한 책임을 물어 중화민국 위생복리부의 문책을 받았고 2012년에는 중화민국 감찰원으로부터 장기 이식 관련 규정을 위반했다는 지적을 받았다.
2014년 지방선거에서 타이베이 시장직에 도전할 것을 선언했으며, 경선에서 민주진보당의 야오원즈 후보를 누르고 야권 단일 후보로 선출되었다. 커원저는 민주진보당 외에도 대만단결연맹의 지지를 받았으며, 본선에서 853,983표를 얻어 직선제 도입 이후 처음으로 의사 출신의 타이베이 시장이 되었다. 2019년 8월에는 타이완 민중당을 창당하고 당 대표로 활동했다.

## 역대 선거 결과
| 선거명             | 직책명 | 선거구      | 대수 | 정당          | 득표율 | 득표수      | 결과 | 당락 |
| ------------------ | ------ | ----------- | ---- | ------------- | ------ | ----------- | ---- | ---- |
| 2014년 직할시 선거 | 시장   | 타이베이시  | 6대  | 무소속        | 57.16% | 853,983표   | 1위  | 당선 |
| 2018년 직할시 선거 | 시장   | 타이베이시  | 7대  | 무소속        | 41.07% | 580,663표   | 1위  | 당선 |
| 2024년 총통 선거   | 총통   | 타이완 지구 | 16대 | 타이완 민중당 | 26.46% | 3,690,466표 | 3위  | 낙선 |